# Dampfbagger

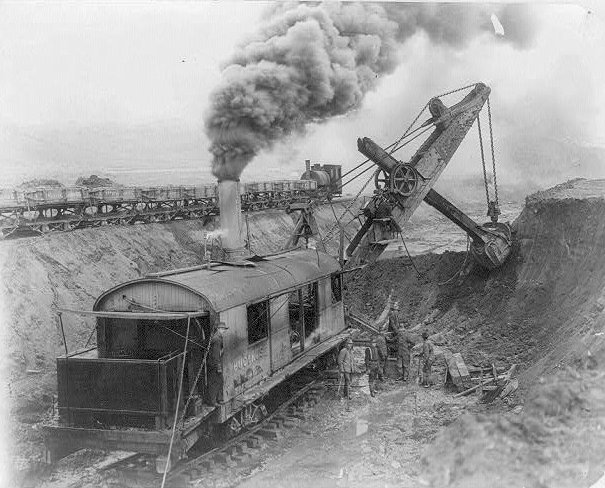
Dampfbagger beim Bau der Western Pacific Railroad (USA, 1906)

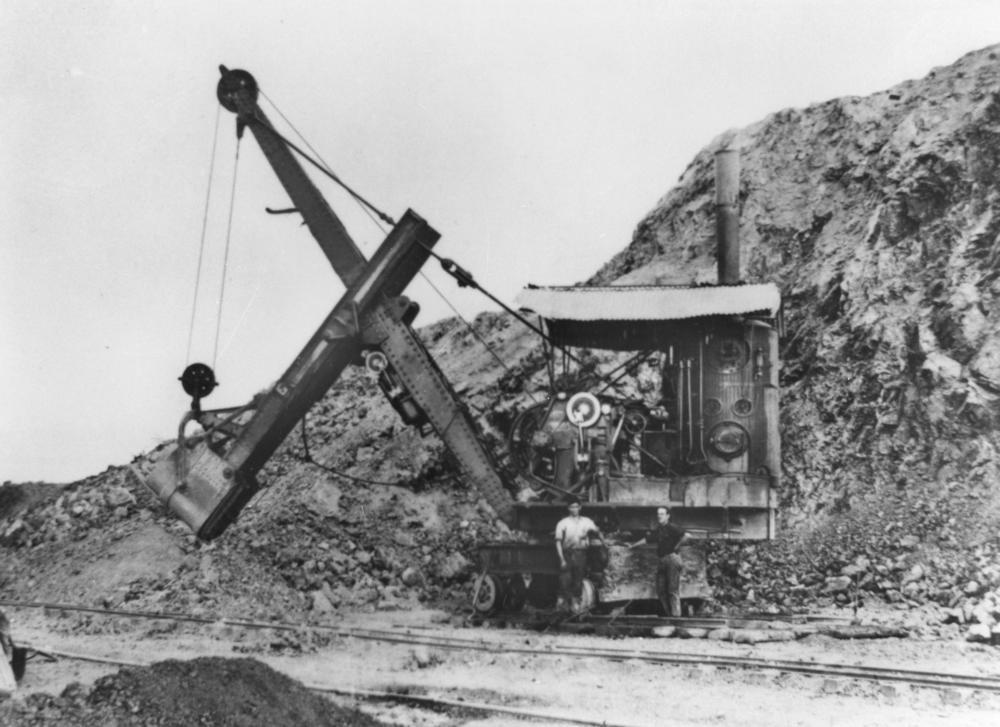
Schienengestützter Hochlöffel-Dampfbagger (Australien, 1931). Auf dem Bagger ist deutlich der Dampfkessel – ein Stehkessel – zu erkennen.

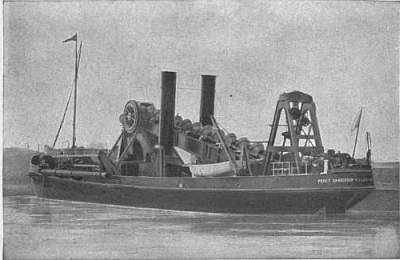
Dampfgetriebener Schwimmbagger als Eimerkettenbagger (1911)

Ein Dampfbagger ist ein durch eine Dampfmaschine angetriebener Bagger.

## Geschichte
Dampfbagger entstanden Mitte des 19. Jahrhunderts. Sie waren die ersten leistungsfähigen Baumaschinen für die Erdbewegung; durch ihren Einsatz wurden viele große Bauprojekte der Industrialisierungszeit, wie etwa der Bau von Kanälen, Bahnstrecken, Tagebau-Bergwerken und großen Industrieanlagen, erst ermöglicht. Ihre Blütezeit hatten die Dampfbagger Ende des 19. und Anfang des 20. Jahrhunderts. Dampfbagger wurden um 1865 zum Bau des Sueskanals eingesetzt und – dieselben – um 1870 für den Flussbau an der Donau nach dem Hochwasser von 1862. Ab den 1930er Jahren wurden sie zunehmend von Baggern mit Elektro- oder Dieselmotorantrieb verdrängt.

## Bauarten
Dampfbagger gab es in verschiedenen Ausführungen, sowohl hinsichtlich der Methode der Fortbewegung als auch der Konstruktion der Grabgefäße:
Aufgrund des großen Gewichtes waren Dampfbagger für die Bewegung meist als Schienenfahrzeug (ähnlich wie ein Schienendrehkran) ausgeführt. Wenn die Baustelle abseits der festen Bahnstrecken lag, was meistens der Fall war, wurden die Gleise eigens für den Bagger „fliegend“ verlegt. Seltener waren Konstruktionen auf Ketten oder Rädern. Für den Wasserbau gab es bereits früher dampfgetriebene Schwimmbagger (Nassbagger).
Die ersten Dampfbagger waren einfache Eingefäßbagger, meist als Löffelbagger (mit Hoch- oder Tieflöffel), später oft auch Seilbagger mit Greifer oder Schürfkübel. Die leistungsfähigsten und größten Dampfbagger, eingesetzt im Bergbau und im Kanalbau, waren Eimerketten- und Schaufelradbagger.

## Bekannte Hersteller
Bekannte Hersteller von (landgestützten) Dampfbaggern waren unter anderem:
- Menck (Deutschland)
- Orenstein & Koppel (Deutschland)
- DEMAG (Deutschland)
- Lübecker Maschinenbau-Gesellschaft (Deutschland)
- Newton, Chambers & Co. (England)
- Ruston & Hornsby (England)
- Fiorentini (Italien)
- Bucyrus (Vereinigte Staaten)
- Erie Steam Shovel Company (Vereinigte Staaten)
- Marion Steam Shovel Company (Vereinigte Staaten)